# Tillandsia albertiana
Tillandsia albertiana là một loài thuộc chi Tillandsia.

## Hình ảnh

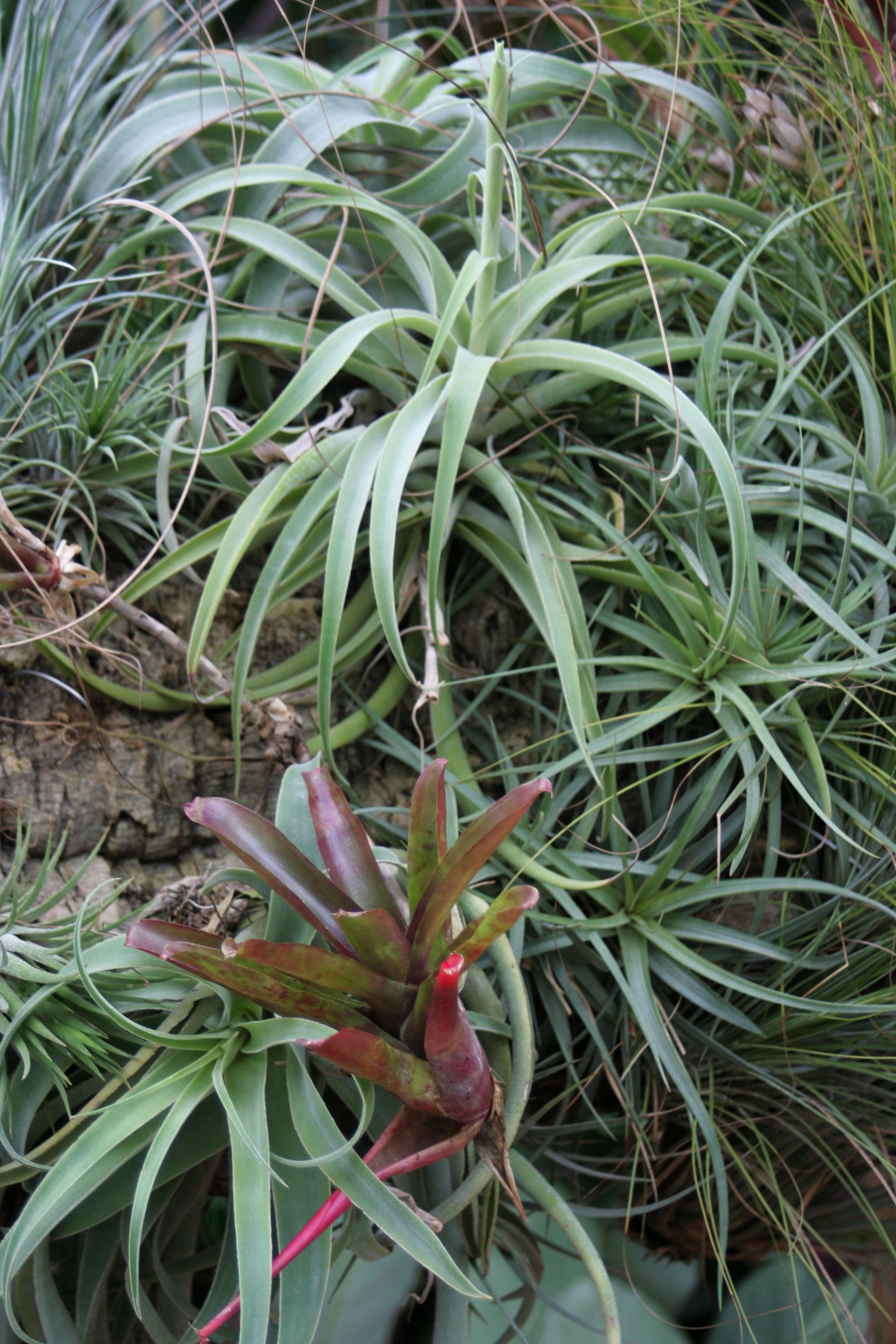

## Giống
- Tillandsia 'Lisa's Jewell'
- Tillandsia 'Mystic Albert'
- Tillandsia 'Mystic Burgundy'
- Tillandsia 'Mystic Circle'
- Tillandsia 'Mystic Flame'
- Tillandsia 'Mystic Flame Orange'
- Tillandsia 'Mystic Rainbow'
- Tillandsia 'Mystic Rainbow Peach'
- Tillandsia 'Mystic Rainbow Pink'
- Tillandsia 'Mystic Trumpet'
- Tillandsia 'Mystic Trumpet Peach'
- Tillandsia 'Mystic Trumpet Pink'
- Tillandsia 'Mystic Twins'